# Majk Johansen

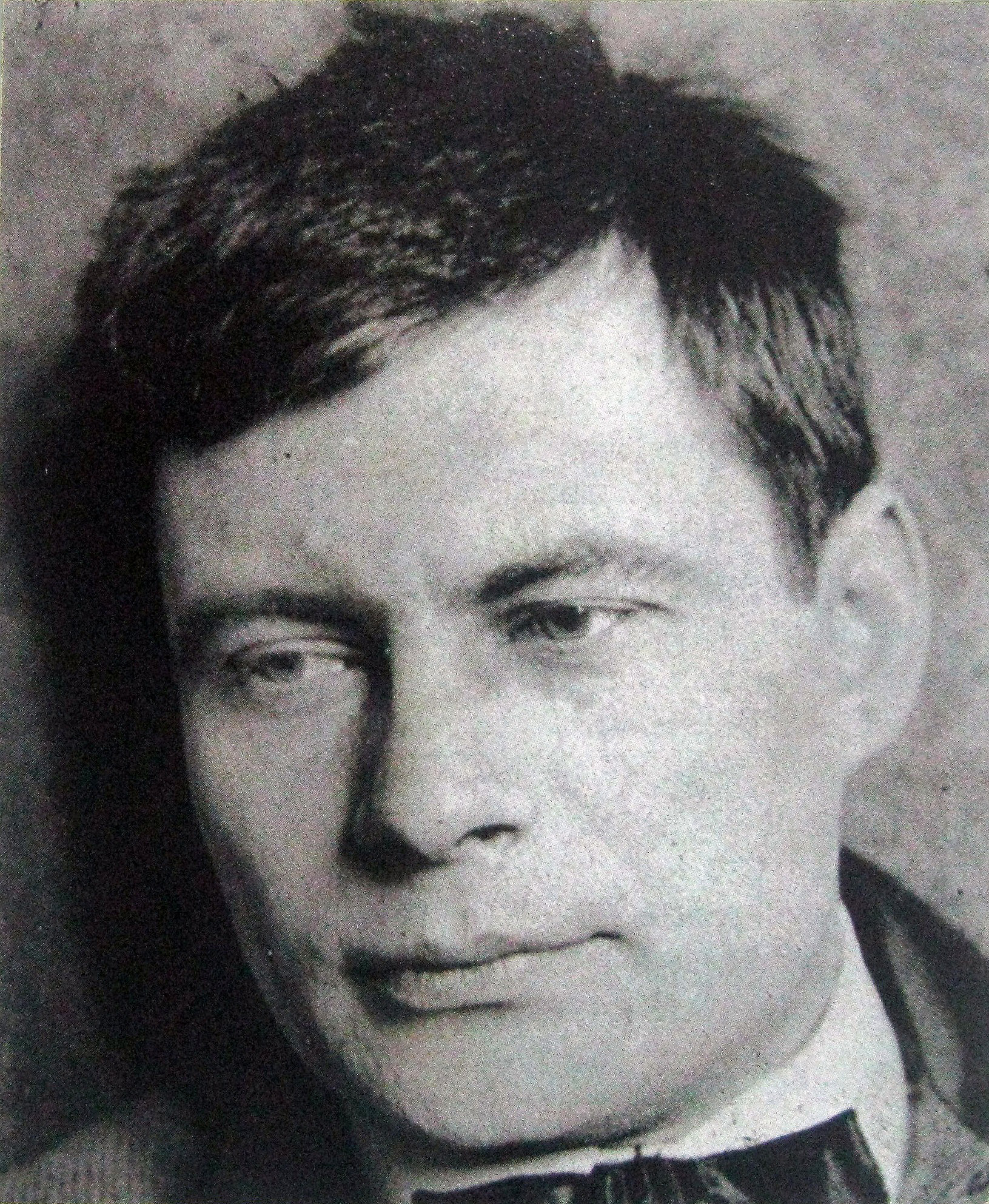
Majk Johansen na década de 1920

Majk Herwasijowytsch Johansen (em ucraniano:  Майк Гервасійович Йогансен; 28 de outubro de 1895 em Kharkiv, Governadoria de Kharkov, Império Russo; 27 de outubro de 1937 em Kiev, RSS ucraniana) foi um filólogo, escritor, poeta, dramaturgo, tradutor e estudioso literário ucraniano.

## Vida
Durante os seus 17 anos como escritor criou oito livros com poesia, dez com prosa, dois livros infantis e dois livros de conteúdo literário. Johansen também foi autor de diversos roteiros para produções teatrais e roteirista.
Durante o Grande Terror foi preso em agosto de 1937 pelo NKVD em Kharkiv e acusado de nacionalismo ucraniano e actividades terroristas. No dia 27 de outubro de 1937, ele foi morto a tiro em execuções em massa em comemoração do vigésimo aniversário da Revolução de Outubro em Kiev. O seu túmulo simbólico encontra-se no cemitério Lukjanivska, em Kiev.